# کرستی لی پورتر
کرستی لی پورتر (زادهٔ ۳۰ دسامبر 1988) یک هنرپیشه انگلیسی است که به خاطر نقش‌هایش در سریال‌های تلویزیونی بریتانیایی، از جمله بازی در نقش زوئی ویلسون در خیابان تاج‌گذاری، رز فیلدینگ در امردیل و لیلا لومکس در هالیوکس شناخته می‌شود. پورتر به‌طور گسترده در رقص از جمله باله، جاز، رقص معاصر و مدرن آموزش دیده است.

## فیلم‌شناسی
| سال         | عنوان                           | نقش                      | یادداشت‌ها          |
| ----------- | ------------------------------- | ------------------------ | ------------------ |
| ۲۰۰۶, ۲۰۰۹  | خیابان                          | دختر مدرسه شدیک ۱ / اللی | ۳ قسمت             |
| ۲۰۰۷–۲۰۰۹   | خانواده جاسوس من                | مارسی دسموند             | هفت قسمت           |
| ۲۰۰۷        | مخزن مغز                        | مغزی                     | فیلم تلویزیونی     |
| ۲۰۰۷        | کتاب مادر بد                    | آنیا                     | فیلم تلویزیونی     |
| ۲۰۰۷        | دکترها                          | کلی ماددن                | ۱ قسمت             |
| ۲۰۰۸        | شاهانه امروز                    | دبی فیزجرالد             | ۱ قسمت             |
| ۲۰۰۸        | بی شرم                          | بیندی                    | ۱ قسمت             |
| ۲۰۰۹        | خاکستر به خاکستر                | راشل لسنینگ              | ۱ قسمت             |
| ۲۰۰۹        | دوشنبه دوشنبه                   | "کلی"                    | ۱ قسمت             |
| ۲۰۰۹        | خیابان تاجگذاری                 | زوی ویلسون               | هفت قسمت           |
| ۲۰۱۰–۲۰۱۲   | امردایل                         | روز فیلدینگ              | ۵۸ قسمت            |
| ۲۰۱۲        | متهم                            | جولی                     | ۱ قسمت             |
| ۲۰۱۳ تا حال | هولویک                          | لیلا لوماکس              | نقش منظم، ۵۲۰ قسمت |
| ۲۰۱۴        | رایج                            | افسر ارتباط              | ۱ قسمت             |
| ۲۰۲۰        | بعد از اون                      | لیلا لوماکس              | ویژه سال ۲۰۲۰      |
| ۲۰۲۳        | شهرت‌ها: کس جرات می‌کند برنده شود | شرکت کننده               | کانال ۴            |